# José Antonio Sánchez Araujo
José Antonio Sánchez Araujo (Alcalá de Guadaíra, provincia de Sevilla, 25 de septiembre de 1944) es un periodista y locutor deportivo español.
Su trayectoria profesional se ha desarrollado principalmente en Radio Sevilla, de la Cadena SER, a la que se incorporó en 1979.

## Trayectoria profesional
Sánchez Araujo fue durante 42 temporadas futbolísticas el encargado de retransmitir por radio los partidos de fútbol que el Real Betis Balompié y el Sevilla FC jugaban fuera de sus estadios. Su apodo es Maestro.
Tras 42 años de carrera profesional se retiró en la temporada 2009/2010, por razones de edad (versión oficial), la oficiosa era otra, aunque ya no pertenece a la SER, lo imitan en el programa La cámara de los balones, que emite diariamente radio Sevilla, y colabora en El Correo de Andalucía.
También ha realizado la cobertura de corridas de toros y de la Semana Santa sevillana.
En 2009, Araújo recibió la Medalla de Oro de la Diputación de Sevilla por su carrera deportiva.
Su figura le ha convertido en uno de los mejores ejemplos del género de la crónica deportiva siendo objeto de estudio académico.
El 2 de mayo de 2015 el Sevilla FC inaugura en su estadio Ramón Sánchez Pizjuán una nueva sala de prensa que llevará el nombre del periodista sevillano.
En 2016 realizó un cameo en la serie de Canal Sur Brigada de Fenómenos interpretándose a sí mismo.